# Edwin Walter Kemmerer
Edwin Walter Kemmerer (1875–1945) – amerykański ekonomista i ekspert finansowy. 

## Życiorys
Był współautorem planu Dawesa oraz doradcą ekonomicznym rządów wielu państw świata. Na podstawie jego raportu opracowano plan reformy finansów II Rzeczypospolitej, który został przyjęty w 1927 roku. Był profesorem Princeton University. Napisał książkę Prace ekonomicznego doradcy narodów. Nazywany był The Money Doctor.